# Copia privata (Italia)
La copia privata, nell'ambito del diritto d'autore italiano, è una fattispecie prevista dall'ordinamento che consiste nel diritto di effettuare delle copie di un'opera a fronte del pagamento del cosiddetto contributo per la copia privata che è già incluso nel costo del supporto di memoria.

## Normativa
Nell'ambito della copia privata, il riferimento normativo è la Legge 633/1941 sul diritto d'autore. Il diritto di riproduzione dell'opera dell'ingegno è regolato nell'art. 13, mentre la Riproduzione privata ad uso personale è regolata dall'art. 71-sexies, che consente la copia privata di fonogrammi e videogrammi su qualsiasi supporto a patto che sia effettuata da una persona fisica (e non sia effettuata da terzi), ad uso personale (senza scopi di lucro né commerciali) e nel rispetto di misure tecnologiche di protezione (regolati dall'art. 102-quater). Nell'art. 71-septies viene introdotto il meccanismo del contributo corrisposto alla SIAE su una quota del prezzo di listino del dispositivo adatto alla registrazione. Tale contributo viene anche esteso nell'ambito della videoregistrazione da remoto.
Per quanto riguarda la riproduzione cartacea, questa è regolata nell'art 68, che la permette se effettuata a mano o "con mezzi di riproduzione non idonei a spaccio o diffusione dell'opera nel pubblico"; con la legge n. 248 del 18 agosto 2000 ne viene però permessa la riproduzione personale attraverso fotocopia se in misura non superiore al 15% dell'opera.
Le eccezioni e limitazioni al diritto di  riproduzione  rientrano nelle  facoltà  concesse agli stati membri  dall'art. 5.2, lettere a) e b), della direttiva europea  29/2001. La direttiva  condiziona la possibilità di disporre eccezioni e limitazioni all'obbligo  di assicurare  ai titolari dei diritti  la corresponsione di un equo compenso: pertanto destinatari del compenso dovuto e percepito (per il tramite  del soggetto incaricato per legge della riscossione)  sono gli autori, gli artisti interpreti e i produttori delle opere.

## Contributo per la copia privata
In Italia, il contributo per la copia privata o equo compenso è regolato dalla Legge 22 aprile 1941, n. 633, in materia di "Protezione del diritto d'autore e di altri diritti connessi al suo esercizio.".
Le quote del contributo inserite nel prezzo sono calcolate sulla base della capacità di memorizzazione dei supporti e vengono stabilite dal Ministero per i beni e le attività culturali, il cui ultimo relativo atto è il Decreto ministeriale 20 giugno 2014, in materia di "Determinazione del compenso per la riproduzione privata di fonogrammi e di videogrammi ai sensi dell'art. 71-septies della legge 22 aprile 1941, n. 633." che ha ulteriore alzato il contributo per la copia privata, tanto da spingere molti produttori, come Samsung e Apple, ad alzare i prezzi per compensare le nuove tariffe, con il rischio di effetti distorsivi sul mercato che penalizzerebbero le imprese italiane in quanto i consumatori potrebbero essere spinti ad effettuare gli acquisti tramite piattaforme di e-commerce con sede in Paesi dove il contributo per la copia privata non è presente. Il Decreto ministeriale è stato anche oggetto di un'interrogazione parlamentare.
Secondo quanto stimato da Confindustria Digitale, con il Decreto ministeriale 20 giugno 2014, in materia di "Determinazione del compenso per la riproduzione privata di fonogrammi e di videogrammi ai sensi dell'art. 71-septies della legge 22 aprile 1941, n. 633.", gli introiti che la SIAE riceverà dal contributo per la copia privata saranno di 157 000 000 € all'anno (con un incremento del 150% tra il 2013 e il 2014), dei quali circa 10 000 000 € all'anno trattenuti dalla SIAE stessa in qualità di gestore del servizio
Inoltre, l'articolo 181 ter della legge 633/1941 sul diritto d'autore stabilisce che i compensi per la riproduzione della copia privata su supporto cartaceo sono riscossi dalla SIAE. In caso di mancanza di accordi tra la SIAE e le associazioni di categoria interessate la misura e le modalità di pagamento di questi compensi vengono determinate con decreto del Presidente del Consiglio dei ministri, sentite le parti interessate e il comitato esecutivo di cui all'articolo 190. La ripartizione tra gli aventi diritto per cui la SIAE non svolga già attività di intermediazione, può avvenire anche tramite le principali associazioni delle categorie interessate, individuate con proprio decreto dal Presidente del Consiglio dei ministri.
Con il Decreto ministeriale 30 giugno 2020, pubblicato in Gazzetta Ufficiale Serie generale n. 195 del 5 agosto 2020, è stata rideterminata la misura dei compensi di copia privata ("ex art. 71 sexies e seguenti L. 633/41").
Le nuove norme si basano sugli stessi principi della precedente "Legge 5 febbraio 1992, n. 93", che aveva introdotto per la prima volta in Italia il compenso per la “copia privata”. Inoltre il D.M. 30 giugno 2020 artt. 2-3 definisce la disciplina per le esenzioni e i rimborsi. Le modalità per usufruire dell’esenzione e richiedere il rimborso sono stabilite dal Decreto del Direttore Generale Biblioteche e Istituti Culturali rep. 576 del 4 settembre 2020.
Qui riportati i beneficiari del compenso ed i criteri di ripartizione. 
| Compenso relativo a supporti ed apparecchi di registrazione audio                                           | Compenso relativo a supporti ed apparecchi di registrazione video                                                                                       |
| --- | --- |
| 50% agli autori e loro aventi causa 25% ai produttori di fonogrammi 25% agli artisti interpreti o esecutori | 30% agli autori 70% in tre parti uguali ai produttori originari di opere audiovisive, ai produttori di videogrammi, agli artisti interpreti o esecutori |

## Evoluzione della normativa
In un contenzioso sorto nel 2006 da un cittadino italiano e la Universal Pictures, riguardo l'impossibilità del primo ad effettuare una copia di backup dei propri DVD (legalmente acquistati) se non violando i sistemi anticopia, nel 2009 il Tribunale di Milano ha stabilito che la tutela va destinata al diritto esclusivo di riproduzione detenuto dai titolari, scavalcando così il diritto alla copia privata.
Nel 2009, il deputato Roberto Cassinelli ha presentato alla Camera un progetto di modifica alla legge, nel quale i DRM costituirebbero ostacolo alla lecita copia privata e quindi, solo per questa finalità, da rimuovere.

## Chi ne ha diritto
La normativa italiana sulla copia privata prevede che possano beneficiare del diritto esclusivo di riproduzione senza il consenso preventivo (licenza) di autori, produttori e artisti solamente le persone fisiche a condizione che tale riproduzione venga effettuata:
- per uso strettamente personale;
- senza scopo di lucro;
- senza fini commerciali di alcun genere;
- attraverso l'utilizzo di apparecchi e supporti vergini per i quali sia stato corrisposto il contributo per la copia privata previsto dalla legge.

In qualsiasi altra condizione, la riproduzione di fonogrammi e videogrammi (in assenza di licenza di autori, artisti e produttori) prevede la violazione del diritto esclusivo di riproduzione. Esistono inoltre alcuni casi particolari che risultano vietati, quali:
- la riproduzione effettuata da terzi per conto o a beneficio di persona fisica;
- la prestazione di servizi finalizzata a consentire la riproduzione da parte di persona fisica per uso personale.

## Esenzioni e rimborsi
Sussistendo determinati requisiti, è possibile ottenere dalla SIAE l'esenzione (parziale o totale) dal pagamento dell'equo compenso. Come nei seguenti casi:
- supporti e apparecchi idonei alla registrazione ceduti alla Pubblica Amministrazione;
- supporti vergini destinati al settore medicale;
- console di videogiochi con hard disk interno;
- memorie micro SD impiegate in dispositivi per uso satellitare;
- apparecchi di registrazione e supporti vergini spediti verso altri Paesi dell'Unione Europea o esportati verso Paesi terzi;
- decoder MySky;
- supporti vergini di fatto inidonei o acquistati da imprese di duplicazione.

Sempre rispettando termini stabiliti, è altresì possibile ottenere dalla SIAE un rimborso di quanto pagato per l'equo compenso . Come nei seguenti casi:
- prodotti spediti verso altri Paesi dell'Unione Europea o esportati verso Paesi terzi;
- supporti vergini ceduti a imprese di duplicazione;
- supporti e apparecchi ceduti direttamente alla Pubblica Amministrazione per l'archiviazione di dati, documenti digitali o registrazioni propri;
- prodotti acquistati dalla Pubblica Amministrazione o da soggetti titolari di Partita Iva per l'archiviazione di dati, documenti digitali o registrazioni propri.